# Dos por uno
Dos por uno est une telenovela chilienne diffusée depuis 11 mars 2013 sur TVN.

## Acteurs et personnages

### Acteurs principaux
- Diego Muñoz : Ramiro Hernández / Valentina Infante Goycochea / Briggite Waters
- Carolina Varleta : Valentina Infante Goycochea
- Mariana Loyola : Rita Casas de Meyer
- Francisco Melo : Sr. Gonzalo Meyer
- Adela Secall : Alejandra Morales - Villana
- María José Illanes : Adriana Ibarra - Villana
- José Ignacio Martínez : Rodrigo Jorquera / Robert Jackson - Villano
- Loreto Valenzuela : Isidora Goycochea - Villana
- Ximena Rivas : Silvia Villanueva
- Matías Oviedo : Pablo Saavedra
- Gloria Münchmeyer : Carlota "Neni" Pinto
- Antonia Santa María : Angélica "Angy" Pavez Villanueva / Angélica "Angy" Meyer Villanueva
- Hernán Contreras : Marcos Barrientos - Villano
- Constanza Piccoli : Aurora Salinas
- Teresita Reyes : Lucy Santos
- Claudio Olate : Nelson Órdenes
- Giovanni Carella : William "Willy" Casas
- Antonella Castagno : Daniela Hernández Ibarra
- Valentina Vogel : Constanza Hernández Ibarra
- Belen Soto: Rafaela "La Rafa" Hernández Ibarra

### Párticipations spéciales
- Consuelo Holzapfel: Dueña de la pensión
- Ingrid Cruz : Elle-même
- Karen Doggenweiler : Elle-même
- Hugo Vásquez como Abogado
- Otilio Castro como Sergio Jara

## Diffusion internationale
| Pays ou Région  | Chaîne   | Titre       | Première diffusion |
| --------------- | -------- | ----------- | ------------------ |
| Chili           | TVN      | Dos por uno | 11 mars 2013       |
| États-Unis      | TV Chile | Dos por uno |                    |
| Canada          | TV Chile | Dos por uno |                    |
| Amérique latine | TV Chile | Dos por uno |                    |
| Europe          | TV Chile | Dos por uno |                    |
| Australie       | TV Chile | Dos por uno |                    |

### Sources
- (es) Cet article est partiellement ou en totalité issu de l’article de Wikipédia en espagnol intitulé « Dos por uno » (voir la liste des auteurs).